# مارتين دون
مارتين دون (بالإنجليزية: Martyn Dunne)‏ هو دبلوماسي نيوزيلندي، ولد في 16 يناير 1950 في أوكلاند في نيوزيلندا.